# David Pavelka
David Pavelka (* 18. Mai 1991 in Prag) ist ein tschechischer Fußballspieler.

## Karriere

### Vereine
Pavelka begann seine Profikarriere 2011 bei Sparta Prag und spielte hier bis zum Sommer 2013. In dieser Zeit wurde er für die Saison 2011/12 an 1. FC Slovácko ausgeliehen. 2013 zog er dann zu Slovan Liberec weiter.
Zur Rückrunde der Saison 2015/16 wechselte er in die türkischen Süper Lig zu Kasımpaşa Istanbul. Im Oktober 2020 kehrte er zu Sparta Prag zurück.

### Nationalmannschaft
Pavelka startete seine Nationalmannschaftskarriere 2012 mit einem Einsatz für die tschechische U-21-Nationalmannschaft.
Im September 2015 debütierte er während eines Testspiels gegen Kasachstan für die tschechische A-Nationalmannschaft.
Bei der Fußball-Europameisterschaft 2016 in Frankreich wurde er in das tschechische Aufgebot aufgenommen. Beim ersten Spiel gegen Spanien kam er in den letzten Minuten zu seinem ersten Turniereinsatz. Im entscheidenden dritten Spiel gegen die Türkei stand er in der Startaufstellung, wurde aber bereits vor dem letzten Spieldrittel ausgewechselt, als die Mannschaft 0:1 zurücklag. Das Spiel ging verloren und Tschechien schied aus dem Turnier aus.